# Млaди краљ (титула у средњовековној Србији)
Млaди краљ титула у средњовековној Србији, (лат. rex iunior) била је једна од значајнијих титула престолонаследника у средњовековној Србији. Установљење титуле младог краља највероватније је преузето из Угарске. Млади краља је после владара један од најважнијих властелина управљао је важном облашћу и издавао повеље, али је владар потписивао међународне уговоре и ковао новац, односно водио спољње и најважније унутрашње државе послове.

## Институција млади краљ и њен значај
Да је увођење ове титуле, преузето из Угарске, указују чињеница да су у Европи сличан однос краља и младог краља имали Бела IV и његов син и престолонаследник Стефан V.
У Србији увођењу титуле младог краља највероватније је настало након српско-угарских сукоба, који се завршио поразом српског краља Уроша I и његовим заточењем. Наиме, сматра се да је један од услова који је Урошу поставио угарски краљ Бела IV (који га је заробио) био успостављање савладарства између Уроша и његовог сина Драгутина. 
Иако је првобитно преузета из Угарске, титула младог краља је у Србији доживела бројна прилагођавања специфичним српским условима. Теоретски гледано, увођење титуле младог краља водило ка јачању принципа првородства, да би већ наредна смена на престолу била обављене без престолонаследника.
Права младог краља и краља (формално - правно) никада нису била изједначена, и зато се сматра да је главно значење титуле младог краља имало за циљ да се прворођени синови озваниче за престолонаследнике и тако лакше уведу у власт, без сукоба других краљевих потомока.

## Млади краљеви Драгутин и Душан
Први писани извор о “младом краљу" у Краљевини Немањића је из времена краља Уроша I. Драгутин, син краља Уроша I, се први пут помиње као “млади краљ” 1271. године и постоји писање да је звање „младог краља“ уведено у Србију из Угарске између 1268. и 1270. године, то јест када је престолонаследник Драгутин Немањић постао зет угарског краља. То је вероватно погрешно. Пре него што је Драгути постао зет угарског краља 1265. године у Сопоћанима он је живописан са истим знацима краљевског достојанства као и његов отац краљ Урош I, а то је „посредан знак да је Драгутин уведен у звање младог краља знатно пре него што је постао угарски зет“. Устоличење Драгутина, угарског зета, за младог краља био је знак јачања угарског утицаја у Србији. 
Међутим, српски краљ Урош ипак није доследно увео угарску институцију младог краља у Србију јер је свог сина и даље сматрао само за престолонаследника али не и за савладара. Драгутин није имао стрпљења да чека уобичајен ток наслеђивања већ је уз наговор Угарске устао против свог оца и победио га у бици код Гацка 1276. и тако преузео власт.
Краљ Драгутин је према наводима Даноловог зборника под градом Јелечом пао с коња и сломио ногу па је престо морао да уступио млађем брату Милутину. Неколико деценија престолонаследник није могао бити озваничен, јер су Драгутин и Милутин били у сукобу. 
Из времена владавине краља Милутиновог и његовог сина Уроша III постоје писане потврде да су млади краљеви издавали повеље на својим управним територијама. То потврђује садржај две повеље издате Врањинском манастиру. 
После смрти краља Милутина уследила је борба за престо синова Драгутин и Милутин, из које је као победник изашао Стефан Урош III Дечански. Он је озваничио и крунисао свог престолонаследника, малолетног сина Душана, истога дана (6. јануара 1322) када се крунисао краљевском круном. Душан се неколико година није одвајао од свог оца да би затим постао намесник у Зети. Вероватно подстакнут наговарањем властеле, Душан се побунио против свог оца, збацио га са власти и крунисао се за краља. Тако је други пут озваничени престолонаследник насилним путем преузео власт.

## Млади краљ Стефан Урош
Стефан Душан је свог сина јединца озваничио за прстолонаследника још док је овај био врло млад. Урош је имао највише девет година када је добио титулу младог краља коју је кратко носио јер, када се Душан крунисао за цар 1346. године, Урош је добио титулу краља. Сима Ћирковић наглашава да Урошева краљевска титула није донела до суштинске промене његовог положаја већ да је пре свега означавала континуитет српске државе у односима са другим државама.

## Млади краљ Марко
За време савладарства цара Уроша и краља Вукашина титулу младог краља носио је Вукашинов син Марко (на основу натписа на надвратнику цркве Свете недеље у Призрену). Српска држава је тако истовремено имала цара Уроша, краља Вукашина и младог краља Марка. Цар и краљ били су савладари, а млади краљ престолонаследник. Како су цар Урош и краљ Вукашин краткотрајно наступали као савладари отворено је питање да ли је цар Урош дозволио озваничење Марка за престолонаследника.